# Guatteria polyantha
Guatteria polyantha är en kirimojaväxtart som beskrevs av Robert Elias Fries. Guatteria polyantha ingår i släktet Guatteria och familjen kirimojaväxter. Inga underarter finns listade i Catalogue of Life.